# Helmut Lotz

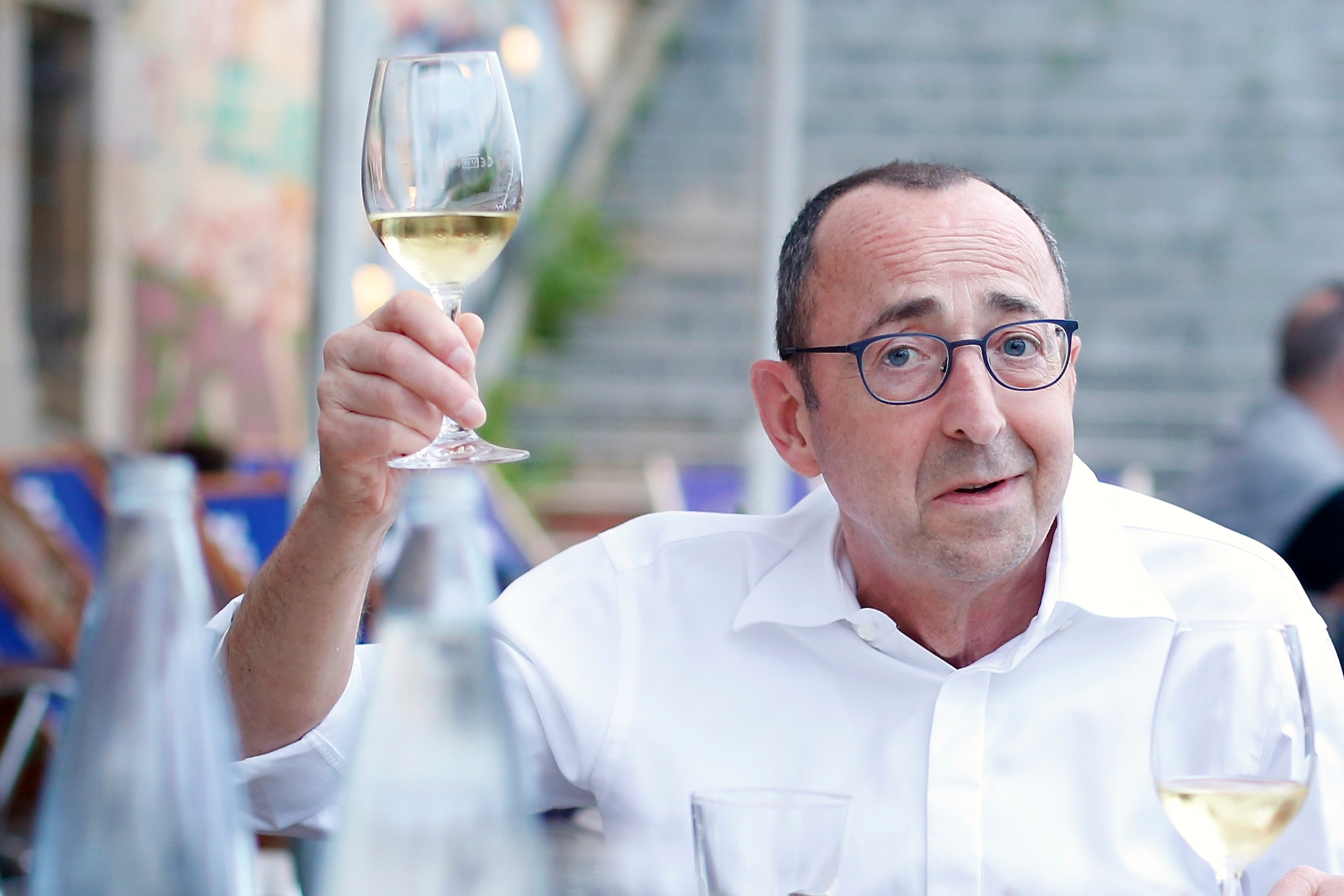
Helmut Lotz (2017)

Helmut Lotz (* 16. Mai 1955 in Wuppertal; † 31. Oktober 2020 in Berlin) war ein deutscher Redakteur, Lektor und Verleger. 
Nach einer Ausbildung zum Buchhändler war er als Verlagskaufmann tätig im Peter Hammer Verlag, der Edition Nahua, der GEPA und dem Gertraud Middelhauve Verlag. 1984 gründete er mit Edgar Ricardo von Buettner die Edition diá.

## Veröffentlichungen
als Autor:
- 1983 (2. 1984, 3. 1989) (mit Peter Hadwiger und Jochen Hippler): Kaffee – Gewohnheit und Konsequenz. Edition diá, Berlin, ISBN 3-905482-45-2

als Herausgeber:
- 1999 (mit Kai Precht): Deutschland, mein Land? 50 ganz persönliche Geschichten. DTV, München, ISBN 978-3-423-36114-9
- 1999 (mit Kai Precht): Schluß mit dem Jahrtausend! 15 ultimative Beiträge. DTV, München, ISBN 978-3-423-20259-6
- 2002 (mit Julika Jänicke und Kai Precht): Taxi Geschichten. DTV, München, ISBN 978-3-423-20569-6
- 2004 (mit Julika Jänicke und Kai Precht): Alles Gute kommt von oben? Das untergründige Weihnachtsbuch. DTV, München, ISBN 978-3-423-20752-2
- 2012 Es geht auch anders … Ein Lesebuch mit Texten von Gad Beck, Georgette Dee, Cora Frost, Ulrich Michael Heissig, Lotti Huber, Charlotte von Mahlsdorf und Napoleon Seyfarth. E-Book: Edition diá, Berlin, ISBN 978-3-86034-590-0 (EPUB), ISBN 978-3-86034-690-7 (MOBI)
- 2013 Reinaldo Arenas: Ein Lesebuch mit Texten von Ottmar Ette und einer Bibliografie. E-Book: Edition diá, Berlin, ISBN 978-3-86034-594-8 (EPUB), ISBN 978-3-86034-694-5 (MOBI)
- 2013 Zé do Rock: ain lesebuch. E-Book: Edition diá, Berlin, ISBN 978-3-86034-592-4 (EPUB), ISBN 978-3-86034-692-1 (MOBI)
- 2013 Jim Grimsley: Ein Lesebuch mit Texten von Jim Baker, Barbara von Becker und Marko Martin. E-Book: Edition diá, Berlin, ISBN 978-3-86034-591-7 (EPUB), ISBN 978-3-86034-691-4 (MOBI)
- 2013 Andreas von Klewitz: Ein Lesebuch. E-Book: Edition diá, Berlin, ISBN 978-3-86034-593-1 (EPUB), ISBN 978-3-86034-693-8 (MOBI)
- 2013 Brasilien. Ein Lesebuch mit Texten brasilianischer Autoren, von Michael Fisch, Uwe Hellner, Moritz Rinke und Henry Thorau. E-Book: Edition diá, Berlin, ISBN 978-3-86034-595-5 (EPUB), ISBN 978-3-86034-695-2 (MOBI)

Hanns Dieter Hüsch: Das literarische Werk, herausgegeben anlässlich seines 90. Geburtstags am 6. Mai 2015 von Helmut Lotz
- Band 1: Ich sing für die Verrückten. Die poetischen Texte. Mit einem Vorwort von Henryk M. Broder. Edition diá, Berlin, ISBN 978-3-86034-406-4; E-Book: ISBN 978-3-86034-583-2 (EPUB), ISBN 978-3-86034-683-9 (MOBI)
- Band 2: Denn in jeder Leiche ist ein Kind versteckt. Die kabarettistischen Texte. Mit einem Vorwort von Susanne Betancor. Edition diá, Berlin, ISBN 978-3-86034-418-7; E-Book: ISBN 978-3-86034-584-9 (EPUB), ISBN 978-3-86034-684-6 (MOBI)
- Band 3: … so dass sich die Landpfleger sehr verwundern. Die politischen Texte. Mit einem Vorwort von Renate Künast. Edition diá, Berlin, ISBN 978-3-86034-416-3; E-Book: ISBN 978-3-86034-585-6 (EPUB), ISBN 978-3-86034-685-3 (MOBI)
- Band 4: Ich habe nichts mehr nachzutragen. Die christlichen Texte. Mit einem Vorwort von Joachim Kosack. Edition diá, Berlin, ISBN 978-3-86034-417-0; E-Book: ISBN 978-3-86034-586-3 (EPUB), ISBN 978-3-86034-686-0 (MOBI)
- Band 5: Das Gemüt is ausschlaggebend. Alles andere is dumme Quatsch. Die Niederrhein-Texte. Mit einem Vorwort von Fritz Pleitgen. Edition diá, Berlin, ISBN 978-3-86034-407-1; E-Book: ISBN 978-3-86034-587-0 (EPUB), ISBN 978-3-86034-687-7 (MOBI)
- Band 6: … dass die Erziehung seiner Kinder eine völlig verfahrene war. Die Hagenbuch-Texte. Mit einem Vorwort von Thomas Quasthoff. Edition diá, Berlin, ISBN 978-3-86034-408-8; E-Book: ISBN 978-3-86034-588-7 (EPUB), ISBN 978-3-86034-688-4 (MOBI)
- Band 7: Gemacht aus Bauern- und Beamtenschwäche. Die autobiografischen Texte. Mit einem Vorwort von Franz Hohler. Edition diá, Berlin, ISBN 978-3-86034-419-4; E-Book: ISBN 978-3-86034-589-4 (EPUB), ISBN 978-3-86034-689-1 (MOBI)
- Band 8: ... am allerliebsten ist mir eine gewisse Herzensbildung. Die Interviews. Mit einem Vorwort von Chris Rasche-Hüsch. Edition diá, Berlin, ISBN 978-3-86034-569-6 (EPUB), ISBN 978-3-86034-669-3 (MOBI)
- Hanns Dieter Hüsch: Ein Lesebuch. Mit Auszügen aus den sieben Bänden sowie einem Text von Peter Burri. E-Book: Edition diá, Berlin, ISBN 978-3-86034-597-9 (EPUB), ISBN 978-3-86034-697-6 (MOBI)

| Personendaten    | Personendaten                            |
| ---------------- | ---------------------------------------- |
| NAME             | Lotz, Helmut                             |
| KURZBESCHREIBUNG | deutscher Redakteur, Lektor und Verleger |
| GEBURTSDATUM     | 16. Mai 1955                             |
| GEBURTSORT       | Wuppertal                                |
| STERBEDATUM      | 31. Oktober 2020                         |
| STERBEORT        | Berlin                                   |